# エターナルリング
『エターナルリング』は、フロム・ソフトウェアが2000年3月4日に発売したゲームソフトである。日本におけるPlayStation 2ローンチタイトルの1つでもある。ジャンルは広義にはアクションRPGだが、同社のキングスフィールドシリーズのような主観視点のため、一人称視点リアルタイムRPGまたはファーストパーソンアクションRPGなどと呼ばれる事も多い。PlayStation 2と同時発売された。

## 概要
本作はフロム・ソフトウェアから発売された主観視点アクションRPGの中でも、そのシステムの違いや雰囲気などから異端的な見方をされている。その主な理由は「ダッシュや武器攻撃にPOWERゲージを必要としない（ダッシュにはあるアイテムが必要）」という部分が大きい。また、同社のRPGが暗く、非常に陰鬱とした内容であるのに比べて、本作は青空や開けた野外などが多いことなども、その一因になっている。

## 指輪合成
本作では、宝箱や敵などから入手できる魔法石を組み合わせることで、魔法を使う際に必要になる指輪を作成する事が出来る。その際に用いた魔法石の種類や魔力の強さによって、作成される指輪は異なる。ただし、指輪の作成にはリングオブマジックという宝石のついていない指輪が必要になる。リングオブマジックは宝箱や敵、落ちているものを拾うことで入手でき,隠しダンジョンのコカトリスを倒す方法なら無限に手に入る。このゲームは剣より魔法に重点を置いた内容になっており、武器の種類は十に満たないが、指輪の種類は非常に多い。また、ダッシュが出来るようになるなど、魔法とは関係の無い補助指輪も存在する。これは合成では作り出せないため、指輪そのものを入手する必要がある。

## HP・MP
本作には、序盤など一部の例外を除いて宿屋などといった回復ポイントが存在しない。そのため回復はアイテムや魔法に依存することになる。回復ポイントがほとんど無いため初めてのプレイヤーは戸惑う事が多いが、MPは敵を倒す事である程度回復する（回復量は敵によって決められている）ので、敵を倒してMPを回復し、魔法でHPを回復させるのが基本スタイルとなる。